# Большелобый продельфин
Большелобый продельфин, или уздечковый продельфин (лат. Stenella frontalis), — вид из семейства дельфинов, эндемик умеренных и тропических вод Атлантического океана. Взрослые представители вида имеют очень характерную пятнистую окраску по всему телу.

## Описание
Дельфинята окрашены в однородный серый цвет. По мере роста происходят изменения во внешнем виде. Спина становится тёмно-серой, бока светлее спины, а брюхо — белым. Длина тела достигает 2,3 м.

## Ареал
Этот вид встречается только в Атлантическом океане, от Южной Бразилии до США (Новая Англия) на западе, и до побережья Африки на востоке. Обитает на континентальном шельфе, как правило, внутри или рядом с 200-метровой изобатой (в пределах 250-350 км от побережья), но иногда сезонно заплывает в мелководье вблизи пляжей, возможно, в погоне за мигрирующей рыбой.

## Питание
В состав рациона входит широкий спектр рыб и кальмаров как из толщи воды, так и донных, а также донных беспозвоночных.

## Охрана
Целенаправленного вылова нет.